# Лир (опера)
«Лир» — двухактная опера немецкого композитора Ариберта Раймана на либретто Клауса Хеннеберга на сюжет трагедии Уильяма Шекспира «Король Лир».
Написать оперу на сюжет Шекспира композитору предложил в начале 1968 года певец Дитрих Фишер-Дискау, который впоследствии и исполнил заглавную партию. Заказ на создание партитуры Райман получил от Баварской государственной оперы в 1975 году.
Мировая премьера оперы в постановке режиссёра Жан-Пьера Поннеля состоялась в Мюнхенском национальном театре 9 июня 1978 года. Премьерой дирижировал Герд Альбрехт, заглавную партию исполнил Дитрих Фишер-Дискау. Опера была вновь показана в Мюнхене в 1980 году. 
Американская премьера в английском переводе состоялась в июне 1981 года в Сан-Франциско под управлением Герда Альбрехта, с Томасом Стюартом в главной роли. В 1982 году состоялась премьера оперы в Париже, во французском переводе Антуанетты Беккер. В Великобритании опера была впервые показана в 1989 году в Английской национальной опере.

## Действующие лица
В опере «Лир» Райман отступил от оперных традиций, сделав роль Шута разговорной, а не вокальной. Либретто несколько отличается от оригинального сюжета Шекспира — в частности, в опере значительно сокращены роли Кента и Эдмунда.
| Партия                                             | Голос                 | Исполнитель на премьере 9 июня 1978 года Дирижёр Герд Альбрехт |
| -------------------------------------------------- | --------------------- | -------------------------------------------------------------- |
| Король Лир                                         | баритон               | Дитрих Фишер-Дискау                                            |
| Король Франции                                     | бас-баритон           | Карл Хельм                                                     |
| Герцог Альбанский                                  | баритон               | Ханс Вильбринк                                                 |
| Герцог Корнуэльский                                | тенор                 | Георг Паскуда                                                  |
| Граф Кент                                          | тенор                 | Рихард Хольм                                                   |
| Граф Глостер                                       | бас-баритон           | Ханс Гюнтер Нёке                                               |
| Эдгар - сын Глостера                               | тенор / контратенор   | Дэвид Кнутсон                                                  |
| Эдмунд - побочный сын Глостера                     | тенор                 | Вернер Гётц                                                    |
| Гонерилья - дочь Лира                              | драматическое сопрано | Хельга Дернеш                                                  |
| Регана - дочь Лира                                 | сопрано               | Колетт Лоранд                                                  |
| Корделия - дочь Лира                               | сопрано               | Юлия Варади                                                    |
| Шут                                                | разговорная роль      | Рольф Бойсен                                                   |
| Слуга                                              | тенор                 | Маркус Горитки                                                 |
| Рыцарь                                             | разговорная роль      | Герхард Ауэр                                                   |
| Хор: слуги, охрана, солдаты, свиты Лира и Глостера |                       |                                                                |

## Оркестр
Партитура оперы требует следующий состав оркестра:
- 3 флейты-пикколо, альтовая флейта, гобой, английский рожок, 2 кларнета, бас-кларнет, 2 фагота, контрафагот
- 6 валторн, 4 трубы, 3 тромбона, туба
- Ударные инструменты, 2 арфы
- струнные: 24 скрипки, 10 альтов, 8 виолончелей, 6 контрабасов